# Partito Conservatore (Sudafrica)
Il Partito Conservatore del Sudafrica (Konserwatiewe Party van Suid-Afrika in Afrikaans) era un partito sudafricano di estrema destra che si batteva in favore degli afrikaner e per preservare molti aspetti dell'apartheid nella sua fase finale.

## Storia
Fu fondato nel 1982 come scissione del Partito Nazionale, da cui precedentemente si era staccato già il simile Partito Nazionale Rifondato del Sudafrica. All'inizio rappresentò un'alternativa tra il compromesso con l'African National Congress e i movimenti dell'indipendentismo afrikaner extraparlamentare come l'Afrikaner Weerstandsbeweging e sottrasse molti voti all'HNP.

## Scioglimento e partiti derivati
Declinò lentamente fino ad essere assorbito dal più moderato Fronte della Libertà Più, mentre una piccola parte ha costituito nel 2016 il Partito Nazional-Conservatore del Sudafrica, un gruppo di destra guidato da Valerie Byliefeldt. Da esso si è staccato il piccolo gruppo di estrema destra del Fronte Nazionale nel 2019.